# Наравас
Наравас (др.-греч. Ναραύας) — знатный нумидиец III века до н. э., по свидетельству Полибия принимавший участие в Ливийской войне. По предположению В. Гезениуса «Наравас» — это греческая передача имени, которое в оригинале звучало как «Нарбал» или «Наарбаал».
Когда в 240 году до н. э. в Карфагене вспыхнуло мощное восстание наёмников, его с воодушевлением поддержало покорённое местное население — ливийцы, страдавшее от гнёта карфагенян. Присоединились к мятежникам и 2 тысячи полузависимых от Карфагена нумидийцев под командованием Нараваса. Боевые действия шли с переменным успехом, и через некоторое время командующий карфагенян Гамилькар Барка оказался под угрозой окружения. Однако в этот момент Наравас, по словам Полибия «дружески расположенный к карфагенянам, от отца унаследовавший добрые отношения с ними», отправился с небольшим отрядом в лагерь Гамилькара и предложил ему союз. Гамилькар согласился и обещал ему руку своей дочери, после чего все люди Нараваса перешли на его сторону. В последовавшем затем сражении мятежники были разгромлены, понеся тяжёлые потери.
Восставшие наёмники осадили саму столицу, однако благодаря рейдам превосходной нумидийской конницы Нараваса, отрезавшей их от подвоза продовольствия, были вынуждены снять осаду и отступить. Из страха перед слонами карфагенян и всадниками Нараваса они старались избегать сражений на равнинной местности. На заключительном этапе восстания Наравас сопровождал Гамилькара в кампании по усмирению отпавших от власти Карфагена городов.

## В культуре
Наравас (под именем Нар Гавас, фр. Narr’Havas) является персонажем романа Г. Флобера «Саламбо» (1862) и его театральных адаптаций и экранизаций, а также романа Гисперта Хаафса «Ганнибал» (1989).